# کلسولام
کلسولام (انگلیسی: Colesevelam) دارویی است که در درمان هیپرلیپیدمی به کار می‌رود که شامل پلیمری است که جذب نمی‌شود و تمایل زیادی به اسیدهای صفراوی دارد. برخلاف رزین‌های کلاسیک، جذب ویتامین‌ها یا داروهای ضد انعقاد خوراکی را تغییر نمی‌دهد و بهتر از رزین‌ها تحمل می شود، اگرچه باعث یبوست و سوء هاضمه می‌شود.